# Шатравине
Шатравине — колишнє село, входило до складу Липоводолинської селищної ради, Липоводолинський район, Сумська область.
Станом на 1984 рік в селі проживало 20 людей.
1991 року село зняте з обліку.

## Географічне розташування
geo:52.305,33.669167
Шатравине знаходилося за 3 км на північний схід від Липової Долини та 1 км від села Легуші. По селу протікає пересихаючий струмок із загатою.

## З історії
Село постраждало внаслідок геноциду українського народу, проведеного урядом СССР в 1932—1933 роках, кількість встановлених жертв — 70 людей.

## Постаті
Уродженцем Шатравиного є Чирва Володимир Федорович — заслужений працівник народної освіти України.

## Також
- Перелік населених пунктів, що постраждали від Голодомору 1932-1933, Сумська область